# Upeneichthys stotti
Upeneichthys stotti es una especie de peces de la familia Mullidae en el orden de los Perciformes.

## Morfología
• Los machos pueden llegar alcanzar los 17,9 cm de longitud total.

## Distribución geográfica
Se encuentra en Australia.

## Hábitat
Es un pez de mar.